# クンゴニ文化芸術センター
クンゴニ文化芸術センター（Kungoni Centre of Culture and Art）は、マラウイ中部州のデッザ (Dedza) のふもとにある複合施設である。

## 概要
クンゴニ文化芸術センターは、マラウイ文化のユニークな体験を提供する複合施設であり、1976年に宣教師であったバウチャー（Boucher）によって、マラウイの片田舎で安全かつ人を惹きつける魅力のあるこの地に設立された。施設内では、猿、蛇、レイヨウなどの動物の自然生息地を観察することが可能である。また、非営利団体であり、地元の雇用にも貢献しているほか、宿泊施設としてシャレー（Chalets）の提供も行っている。
クンゴニは、気候と植生が熱帯に属するために熱帯植物の観察や熱帯性気候を体感できるほか、土地の山々をハイキングしたり、マラウイ湖へも行くことが可能である。また、この施設はサリマやマラウイタウン（Malawi town）から容易に足を伸ばせる場所にあり、さらに公共交通機関を利用すれば、マラウイ湖岸のケープ・マクレイア（Cape Maclear）へ行くことも可能である。
以下、クンゴニ文化芸術センター内の各施設について説明する。

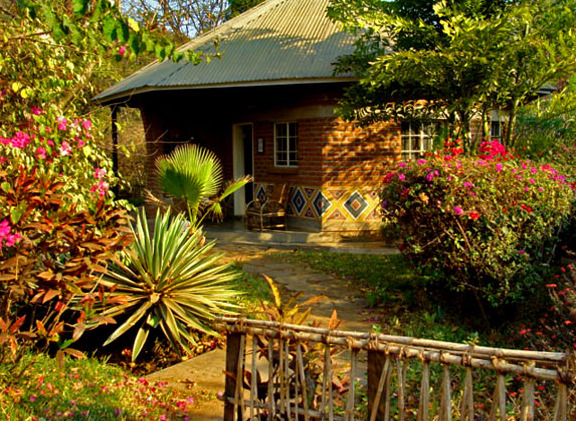
シャレー

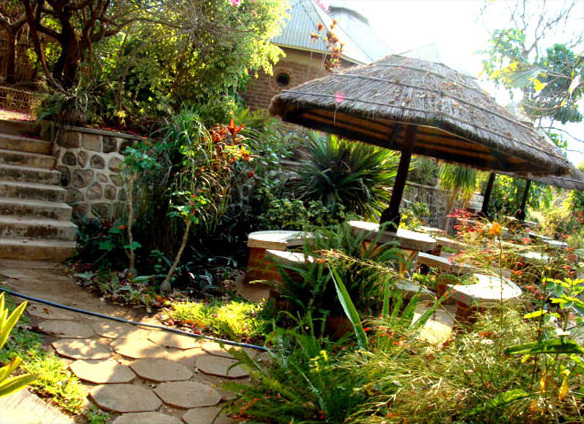
楼亭

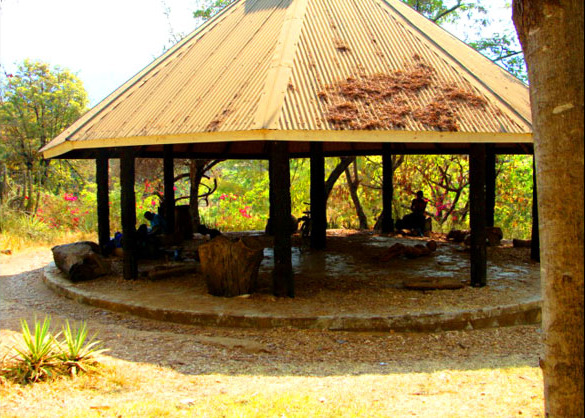
彫刻センター

### シャレー
シャレーとは、ヨーロッパのアルプス地方における伝統的な山小屋風の建築物である。この宿泊施設はマラウイ湖が見える丘の上に位置しており、各々が個性的に内装されたバンガローにて20個のベッドを提供している。ナミコクウェ川（Nadzipokwe river）に面した食堂では、現地の食材を用いた様々な地元料理を楽しむことができる。

### 彫刻センター
クンゴニ文化芸術センターの中央に位置するこの彫刻センターでは、彫刻家による制作活動や、次世代の彫刻家の養成を行っている。また、適正な価格で彫刻作品を購入することも可能であり、これら作品の売り上げは彫刻家たちが家族を養うための重要な収入源となっている。作品はアートギャラリーで展示されているほかに、製作依頼も承っている。当施設の彫刻家による作品は、マラウイ国内で高い評価を受けているほか、海外ではバチカン美術館やヨーロッパの著名な教会などでも展示されている。

### 博物館

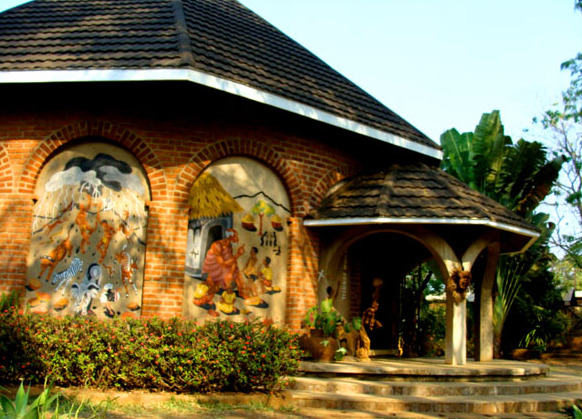
博物館

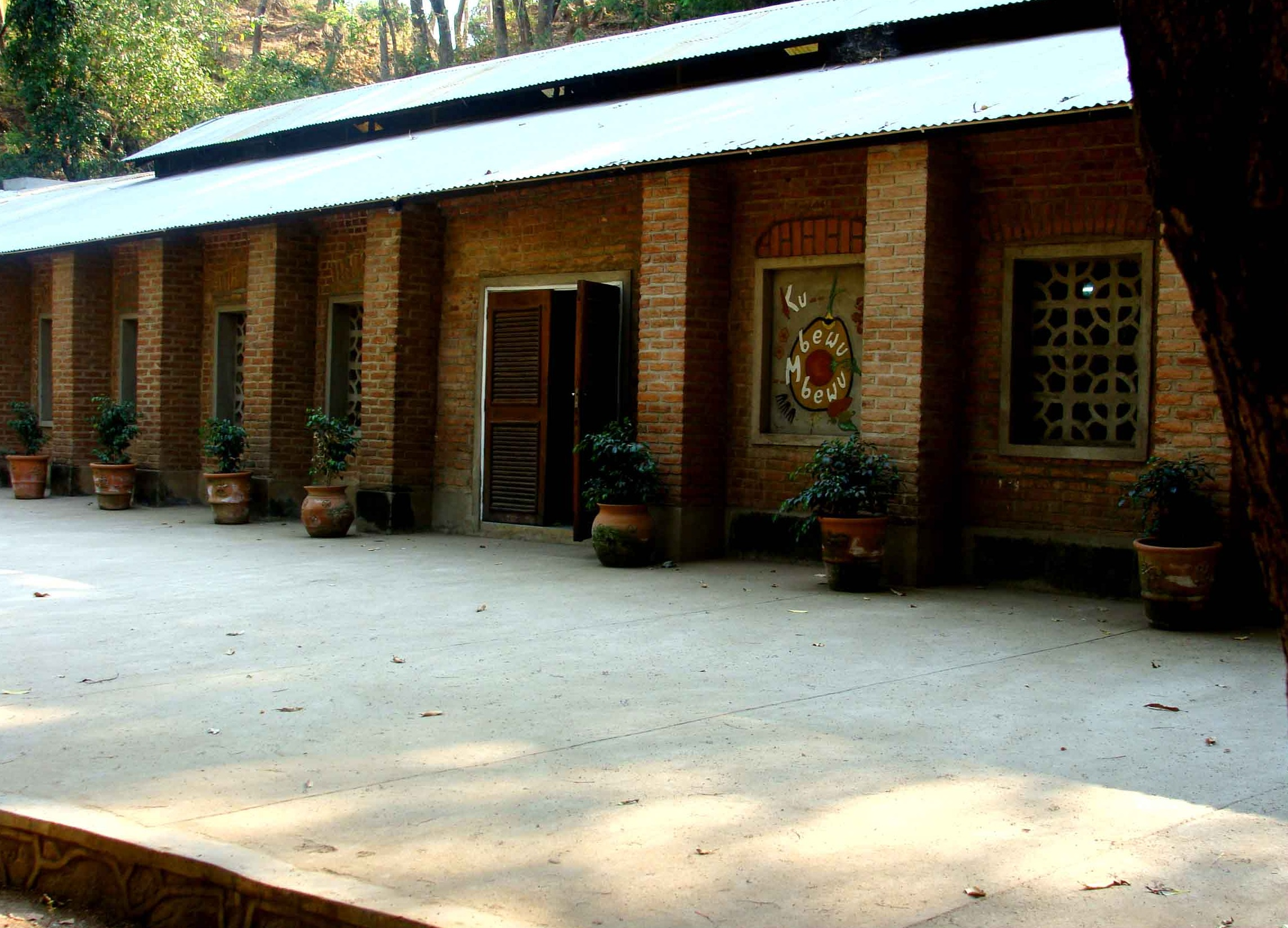
Kumbewuの建物

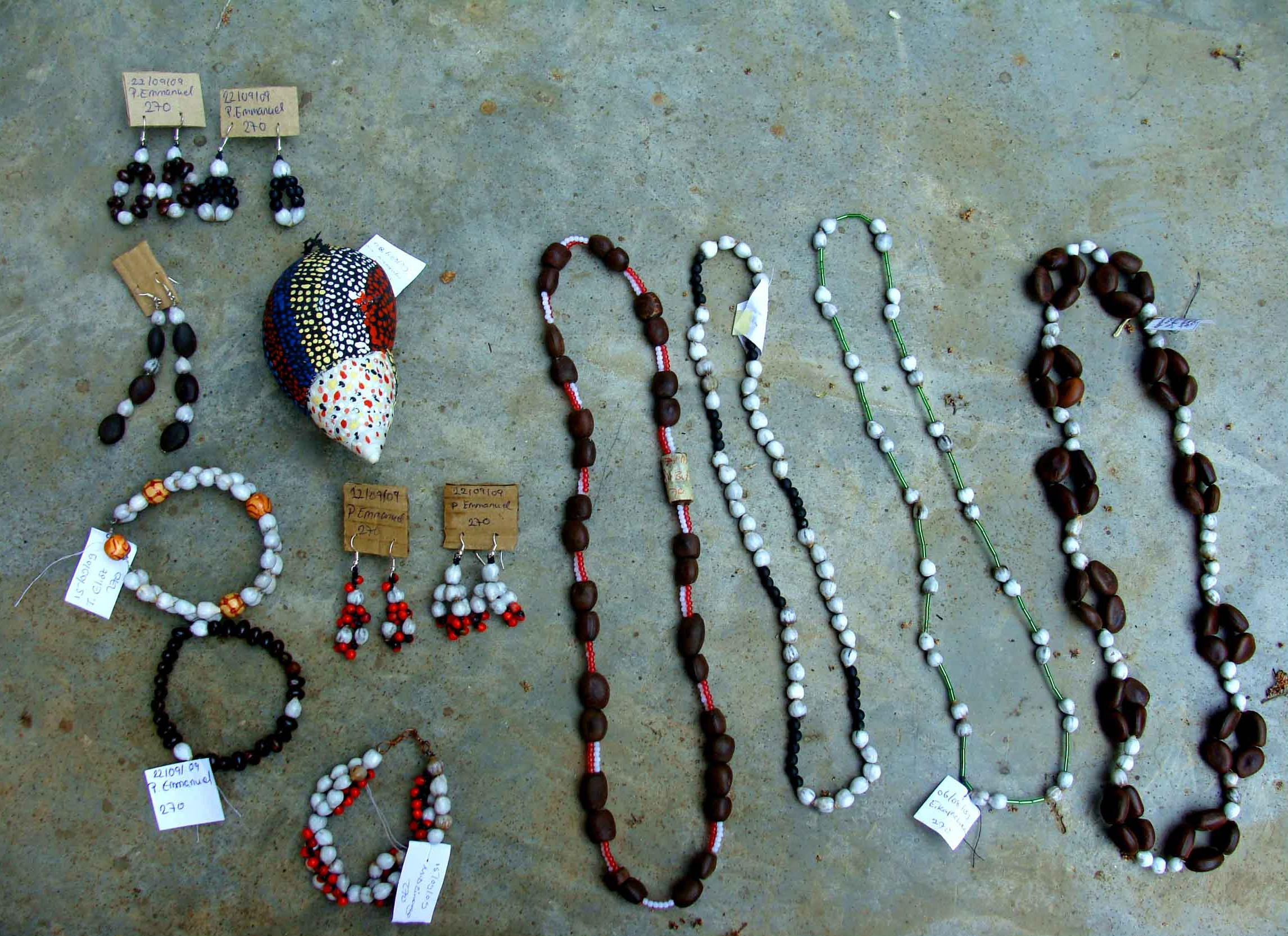
Kumbewuの商品一例

この博物館は、マラウイの歴史と文化に興味のある人なら誰でも一度は訪れてみるべきである。ここではマラウイに存在する3つの主要な部族、すなわちチェワ族（Chewa）、ンゴニ族（Ngoni）、ヤオ族（Yao）に関する展示を行っている。当展示では、これらの部族の精神的世界（spiritual world）を明らかにするほか、博物館の案内人が訪問者からの質問に対応してくれる。

### 文化コース
博物館の見学のほか、文化コースに参加することが可能である。このコースでは、マラウイ文化に対してより深い理解を得ることができる。クンゴニ文化芸術センターの創設者で当コースの管理者でもあるカナダ生まれのバウチャー（Boucher）は、マラウイでの生活を40年以上楽しみながら、個の地の文化探求の促進と研究者の活動を支援してきた。

### 踊り
様々な部族の伝統的な踊りは、観客をアフリカの精神へと魅了する。この公演は観客に強い感銘を与え、また、ダンサーの持つポジティブなエネルギーを感じさせる。マラウイのダンサーは心から踊りを楽しんでいるため、観客にも自分たちの喜びの気持ちが伝わるのである。

### Kumbewu
Kumbewuとは、この地方に在住する女性を支援し、経済的自立の達成を手助けする計画である。具体的には、彼女らに地元素材を用いて宝石や便利な装飾品を作成してもらい、これらの商品をセンターで販売することで、家庭の生計に必要な収入の増加に貢献するというものである。

## アクセス
- 住所：Box 41, Mtakataka, Malawi
- 電話： 09511884 / 09294320
- Eメール: admin@kungoni.org

## 参考

### 参考出版物
- When water falls sand becomes crystal, Author: Father Serge St-Arneault MAfr
- Kungoni Calendar 2009